# Markowe-Szczawiny-Hütte
Die Markowe-Szczawiny-Hütte (pl. Schronisko PTTK Markowe Szczawiny) liegt auf einer Höhe von 1180 Metern Höhe in Polen in den Saybuscher Beskiden am Nordhang der Babia Góra. Das Gebiet gehört zur Gemeinde Zawoja. Die Hütte ist nach der Alm Markowe Szczawiny bekannt. Dieser Name lässt sich als Marks Ampferalm übersetzen.

## Geschichte
Die erste Hütte wurde bereits 1906 von der Polnische Tatra-Gesellschaft eröffnet, nur ein Jahr nach der Eröffnung der Babia Góra-Hütte durch den Beskidenverein unterhalb des Gipfels auf 1616 Meter Höhe. 1922 erfolgte ein Ausbau der Hütte. Während des Zweiten Weltkrieges wurde die Hütte vom Alpenverein, Abteilung Krakau, übernommen. Ein weiterer Ausbau erfolgte 1964. 2007 wurde die alte Hütte jedoch komplett umgebaut, so dass nunmehr fast nichts mehr an die alte Baude erinnert. Die neue Hütte hat weniger Übernachtungsplätze, ist dafür aber behindertengerecht eingerichtet. Sie liegt am Rand des Nationalpark Babia Góra. Sie steht im Eigentum des PTTK. Ein kleines Bergmuseum befindet sich an der Hütte, ebenso wie eine Kletterwand.

## Touren
Gipfel in der näheren Umgebung der Hütte sind:
- Babia Góra / Diablak (1725 m) – zu erreichen über den Kletterpfad Perć Akademików (Akademikerpfad)
- Sokolica (Saybuscher Beskiden) (1367 m) – zu erreichen über den Wanderpfad Perć Przyrodników (Naturfreundepfad)